# Die drei Unerbittlichen
Die drei Unerbittlichen (Originaltitel: Tres hombres buenos) ist ein früher Italowestern aus der Produktionsfirma der Familie Romero Marchent, inszeniert von Joaquín Luis. Am 28. März 1964 erfolgte die deutschsprachige Erstaufführung.

## Handlung
Als Don César Guzmán seine Hacienda verlässt, um sich um seine Viehherde zu kümmern, dringen sieben Bewaffnete in seinen Besitz ein. Seine schwangere Frau erwacht und wird vom Chef der Bande umgebracht, da sie ihn erkannt hat; sie kann ihm jedoch ein Stück Stoff entreißen. Dann sprengt er den Safe, obwohl er die Kombination weiß, und stiehlt das Vermögen Guzmáns. Dieser zieht aus, um die Verbrechen zu rächen. In der erstbesten Stadt findet er sich in einem Saloonkampf wieder, bei dem er drei der Täter erschießen kann. Mit dem Revolverhelden Joao Silveira macht er sich auf die Suche nach dem Rest der Gang. Nach zwei Jahren vergeblicher Suche kehren sie zurück und finden die Lage vollkommen verändert vor: Der Bürgermeister Hopkins ist ein Gauner und möchte Guzmán tot sehen. Dann trifft der beidhändig schießende Mexikaner Diego Abriles ein. Guzmán kann mit ihm und Silveira zusammen Hopkins als Anführer der Verbrecherbande entlarven und bei einem Feuergefecht im Saloon ausschalten.

## Kritik
Cinema nannte den Film ein „brutales Rächerepos ohne besondere Idee“.